# Llista d'alcaldes de Santa Coloma de Gramenet
La llista d'alcaldes de Santa Coloma de Gramenet recull les persones que han estat presidents de la corporació municipal colomenca.
| # | Nom | Nom                       | Inici mandat           | Fi mandat             |             | Partit polític                          | refs.  |
| - | --- | ------------------------- | ---------------------- | --------------------- | ----------- | --------------------------------------- | ------ |
|   |     | Llorenç Serra i Badosa    | 1906                   | 1913                  |             | Lliga Regionalista                      | [ 1 ]  |
|   |     | Emili Sern                | 1913                   | 1916                  |             |                                         | [ 1 ]  |
|   |     | Llorenç Serra i Badosa    | 1916                   | 1918                  |             | Lliga Regionalista                      | [ 1 ]  |
|   |     | Manuel Badia Brandía      | 1926                   | 1930                  |             | Dictadura de Primo de Rivera            | [ 2 ]  |
|   |     | Enric Sanchís Ros         | 1930                   | 1931                  | [ 3 ]       | Dictadura de Primo de Rivera            |        |
|   |     | Manuel Vilaseca Segalés   | 1931                   | 1931                  |             | Esquerra Republicana de Catalunya       | [ 4 ]  |
|   |     | Josep González Sabaté     | 1934                   | 1936                  | [ 5 ] [ 6 ] | Esquerra Republicana de Catalunya       |        |
|   |     | Celestí Boada Salvador    | 1936                   | 1938                  | [ 7 ]       | Esquerra Republicana de Catalunya       |        |
|   |     | José Berruezo Silvente    | 1938                   | gener de 1939         |             | Confederació Nacional del Treball       | [ 8 ]  |
|   |     | Manuel Badia Brandía      | febrer de 1939         | 1940                  |             | Dictadura franquista                    | [ 2 ]  |
|   |     | Francesc Badiella Dinarés | 1940                   | 1942                  |             | Dictadura franquista                    | [ 2 ]  |
|   |     | Antoni Corominas Cots     | 1942                   | 1945                  |             | Dictadura franquista                    | [ 2 ]  |
|   |     | Narcís Font Ros           | 1945                   | 1949                  |             | Dictadura franquista                    | [ 2 ]  |
|   |     | Francesc Badiella Dinarés | 1949                   | 1950                  |             | Dictadura franquista                    | [ 2 ]  |
|   |     | Josep Mas Roger           | 1950                   | 1954                  |             | Dictadura franquista                    | [ 2 ]  |
|   |     | Lluís Mutlló Salgot       | 1954                   | 1959                  |             | Dictadura franquista                    | [ 2 ]  |
|   |     | Víctor Jové Minguillón    | 1959                   | 1965                  |             | Dictadura franquista                    | [ 2 ]  |
|   |     | Antoni Romero Tutusaus    | 1965                   | 1970                  |             | Dictadura franquista                    | [ 2 ]  |
|   |     | Joan Porta Bussoms        | 1970                   | 1975                  |             | Dictadura franquista                    | [ 2 ]  |
|   |     | Blas Muñoz Blaya          | 1975                   | 1979                  |             | Dictadura franquista                    | [ 2 ]  |
|   |     | Lluís Hernández Alcàsser  | 1979                   | 1991                  |             | Partit Socialista Unificat de Catalunya | [ 9 ]  |
|   |     | Manuela de Madre Ortega   | 1991                   | 27 de maig de 2002    |             | Partit dels Socialistes de Catalunya    | [ 10 ] |
|   |     | Bartomeu Muñoz Calvet     | 2002                   | 2 de novembre de 2009 | [ 11 ]      | Partit dels Socialistes de Catalunya    |        |
|   |     | Núria Parlon Gil          | 13 de novembre de 2009 | 27 d’agost de 2024    | [ 12 ]      | Partit dels Socialistes de Catalunya    |        |
|   |     | Mireia González Sáez      | 27 d’agost de 2024     | En el càrrec          |             | Partit dels Socialistes de Catalunya    |        |